# Jan Tříska (saxofonista)
Jan Tříska (* 23. června 1977) je český tenorsaxofonista a klarinetista působící na jazzové scéně.
Vystudoval klarinet a saxofon na ZUŠ v Českých Budějovicích. Během studií hrál v jazzovém saxofonovém kvartetu, Tanečním orchestru ZUŠ a v místní kapele Spoody Original Swing Band[zdroj⁠?!]. Poté studoval Konzervatoř Jaroslava Ježka.
Od roku 1997 je stálým členem orchestru Melody Makers Ondřeje Havelky.
Hraje také s menšími jazzovými formacemi (např. unORGANized band), natáčí filmovou hudbu a aranžuje.
Hostuje v Originálním Pražském Synkopickém Orchestru.